# Bodva
Bodva (węg. Bódva) – rzeka w środkowej Słowacji i północno-wschodnich Węgrzech, w dorzeczu Dunaju. Długość – 114,5 km (z tego 48,4 km na Słowacji, 56,1 km na Węgrzech), powierzchnia zlewni – 1727 km² (z tego 858 km² na Słowacji, 869 km² na Węgrzech), średni roczny przepływ na granicy – 5,8 m³/s.
Źródła Bodvy znajdują się na wysokości 900–940 m n.p.m., na wschodnich stokach grzbietu górskiego Osadník (1186 m n.p.m.) – Skorušina (1028 m n.p.m.) – Tupý vrch (1045 m n.p.m.) w południowej części Gór Wołowskich. Rzeka płynie na wschód i południowy wschód, m.in. przez wsie Medzev i Jasov, oddzielając Rudawy Słowackie (na północy) od Krasu Słowackiego (na południu). Następnie zatacza obszerny łuk i zmienia kierunek na zachodni. Rzeka okrąża w ten sposób Płaskowyż Jasowski, stanowiący północno-wschodnią część Krasu Słowacko-Węgierskiego.
W końcowej części łuku, znajdującej się już w Kotlinie Koszyckiej, rzeka przecina miasto Moldava nad Bodvou i przyjmuje swój największy dopływ – lewobrzeżną Idę. Następnie koło wsi Turňa nad Bodvou (tuż koło stacji kolejowej) rzeka zmienia kierunek na południowo-zachodni, przyjmuje prawostronny dopływ – płynącą z Kotliny Turniańskiej Turnię, po czym przecina granicę słowacko-węgierską.
Na Węgrzech Bodva skręca na południe i płynie między Krasem Węgierskim (Aggteleki-karszt) a wzgórzami Cserehát. Przepływa przez miasta Szendrő oraz Edelény i wpada do rzeki Sajó koło wsi Boldva.